# Krzysztof Kamiński
Krzysztof Kamiński (sinh ngày 26 tháng 11 năm 1990) là một cầu thủ bóng đá người Nhật Bản thi đấu ở vị trí thủ môn cho Júbilo Iwata ở J1 League, Nhật Bản's top division football league.

## Thống kê sự nghiệp
Tính đến 16 tháng 12 năm 2017.
| Câu lạc bộ          | Mùa giải            | Giải vô địch        | Giải vô địch | Giải vô địch | Cúp     | Cúp       | Cúp Liên đoàn | Cúp Liên đoàn | Châu lục | Châu lục  | Tổng    | Tổng      |
| Câu lạc bộ          | Mùa giải            | Giải vô địch        | Số trận      | Bàn thắng    | Số trận | Bàn thắng | Số trận       | Bàn thắng     | Số trận  | Bàn thắng | Số trận | Bàn thắng |
| ------------------- | ------------------- | ------------------- | ------------ | ------------ | ------- | --------- | ------------- | ------------- | -------- | --------- | ------- | --------- |
| Narew Ostrołęka     | 2009–10             | III liga            | 6            | 0            | –       | –         | –             | –             | –        | –         | 6       | 0         |
| Pogoń Siedlce       | 2009–10             | III liga            | 12           | 0            | –       | –         | –             | –             | –        | –         | 12      | 0         |
| Wisła Płock         | 2010–11             | II liga             | 30           | 0            | 1       | 0         | –             | –             | –        | –         | 31      | 0         |
| Wisła Płock         | 2011–12             | I liga              | 28           | 0            | 1       | 0         | –             | –             | –        | –         | 29      | 0         |
| Wisła Płock         | Tổng                | Tổng                | 58           | 0            | 2       | 0         | –             | –             | –        | –         | 60      | 0         |
| Ruch Chorzów        | 2012–13             | Ekstraklasa         | 6            | 0            | 2       | 0         | –             | –             | –        | –         | 8       | 0         |
| Ruch Chorzów        | 2013–14             | Ekstraklasa         | 10           | 0            | 1       | 0         | –             | –             | –        | –         | 11      | 0         |
| Ruch Chorzów        | 2014–15             | Ekstraklasa         | 19           | 0            | 1       | 0         | –             | –             | 6        | 0         | 26      | 0         |
| Ruch Chorzów        | Tổng                | Tổng                | 35           | 0            | 4       | 0         | –             | –             | 6        | 0         | 45      | 0         |
| Júbilo Iwata        | 2015                | J2 League           | 41           | 0            | 0       | 0         | –             | –             | –        | –         | 41      | 0         |
| Júbilo Iwata        | 2016                | J1 League           | 20           | 0            | 0       | 0         | 0             | 0             | –        | –         | 20      | 0         |
| Júbilo Iwata        | 2017                | J1 League           | 33           | 0            | 0       | 0         | 0             | 0             | –        | –         | 33      | 0         |
| Júbilo Iwata        | Tổng                | Tổng                | 94           | 0            | 0       | 0         | 0             | 0             | –        | –         | 94      | 0         |
| Tổng cộng sự nghiệp | Tổng cộng sự nghiệp | Tổng cộng sự nghiệp | 205          | 0            | 6       | 0         | 0             | 0             | 6        | 0         | 217     | 0         |